# Margareta Breitholtz-Nash
Margareta Breitholtz-Nash, född 1940 i Falun, är en svensk konstnär. 
Margareta Breitholtz-Nash avslutade sin utbildning vid Konstfack i Stockholm 1971 och har därefter arbetat med litografi, koppargrafik och oljemåleri. Hon har visat sina verk i ett flertal samlings- och separatutställningar i Sverige och utomlands. Hennes motivval är i grafiken framförallt naturscenerier, i måleriet blomster som för tanken till l'art nouveau, Emil Nolde och koloristerna.  
Margareta Breitholtz-Nash är representerad vid bland annat Statens konstråd, Sveriges riksdag, Dalarnas museum samt konstmuseer, kommuner, landsting. Utomlands är hon representerad vid Salzburgs stad, konstakademierna i Peking och Mendoza i Argentina m.m. 